# Condamnat la iertare
Condamnat la iertare (titlu original: Absolution, cunoscut și drept The Mercenary: Absolution) este un film american direct-pe-DVD din 2014 regizat de Keoni Waxman. În rolurile principale joacă actorii Steven Seagal, Vinnie Jones, Byron Mann.

## Prezentare
Filmul continuă povestea din "A Good Man" din 2013 (regizat de Keoni Waxman) cu Steven Seaga ca Alexander Coates.

## Distribuție
- Steven Seagal ca   Alexander Coates
- Vinnie Jones
- Byron Mann
- Cosmin Dominte

## Producție
Filmările au început la 17 martie 2014 și au loc la București,  în parcul Herăstrău, dar și lângă Piața Amzei.